# Senta dubiosa
Senta dubiosa là một loài bướm đêm trong họ Noctuidae.